# Same Heart
«Same Heart» (укр. Те ж серце) — пісня у виконанні ізраїльської співачки Мей Файнгольд, з якою вона представила Ізраїль на конкурсі пісні «Євробачення 2014».

## Відбір
Пісня обрана 5 березня 2014 шляхом внутрішнього відбору, що дозволило ізраїльській співачці представити свою країну на міжнародному конкурсі пісні «Євробачення 2014» у Копенгагені, Данія. 